# Liste der Monuments historiques in Avaux
Die Liste der Monuments historiques in Avaux führt die Monuments historiques in der französischen Gemeinde Avaux auf.

## Liste der Objekte
| Bezeichnung          | Beschreibung                                                | Standort                        | Kennzeichnung | Schutzstatus | Datum | Bild |
| -------------------- | ----------------------------------------------------------- | ------------------------------- | ------------- | ------------ | ----- | ---- |
| Gemälde Mariä Geburt | Ölfarbe auf Leinwand, 18. Jahrhundert, von Jacques Wilbault | in der Kirche Notre-Dame (Lage) | PM08000040    | Classé       | 1908  |      |